# Oncopsis crispae
Oncopsis crispae är en insektsart som beskrevs av Hamilton 1983. Oncopsis crispae ingår i släktet Oncopsis och familjen dvärgstritar. Inga underarter finns listade i Catalogue of Life.